# Nucourt
Nucourt ist eine französische Gemeinde mit 719 Einwohnern (Stand 1. Januar 2022) im Département Val-d’Oise der Region Île-de-France; sie gehört zum Arrondissement Pontoise und zum Kanton Pontoise. Die Einwohner nennen sich Nucourtois bzw. Nucourtoises.

## Geographie
Die Gemeinde Nucourt befindet sich 48 Kilometer nordwestlich von Paris. Sie liegt im Regionalen Naturpark Vexin français.
Nachbargemeinden von Nucourt sind Magny-en-Vexin im Westen, Serans im Nordwesten, Hadancourt-le-Haut-Clocher im Norden, Bouconvillers und Lierville im Nordosten, Chars im Osten, Le Bellay-en-Vexin im Südosten sowie Cléry-en-Vexin im Süden.

## Geschichte
Gallo-römische Funde bezeugen eine frühe Besiedlung des Ortes. Nucourt wird erstmals im Jahr 832 in einer Urkunde der Abtei Saint-Denis genannt.
Bei Bombenangriffen der Alliierten während des Zweiten Weltkriegs auf ein Lager der V1 wurde Nucourt 1944 zu 80 Prozent zerstört.

## Bevölkerungsentwicklung

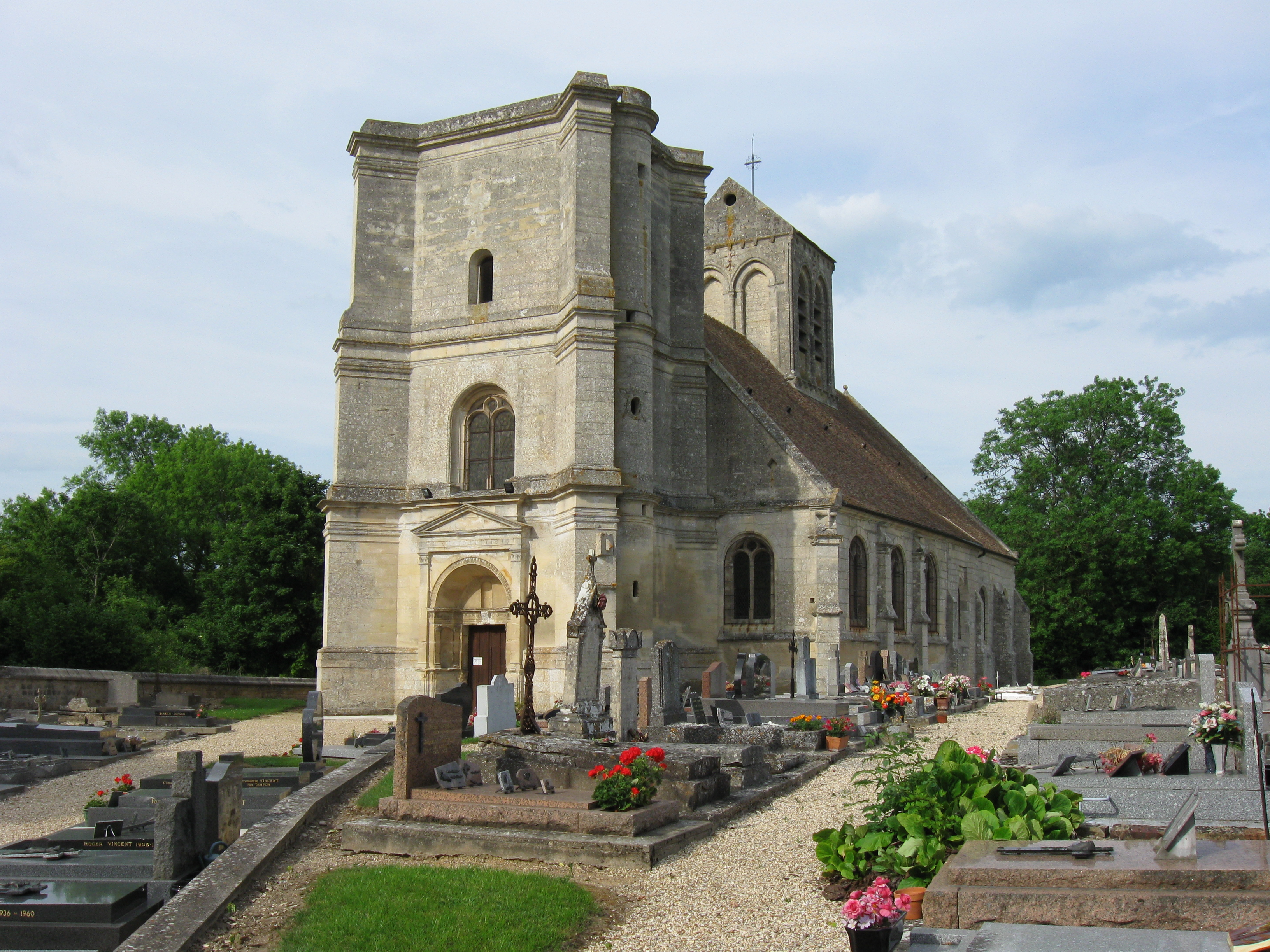
Kirche Saint-Quentin

| Jahr      | 1962 | 1968 | 1975 | 1982 | 1990 | 1999 | 2007 | 2019 |
| Einwohner | 442  | 645  | 593  | 544  | 542  | 779  | 774  | 699  |

## Sehenswürdigkeiten
Siehe auch: Liste der Monuments historiques in Nucourt
- Kirche Saint-Quentin, erbaut ab dem 12. Jahrhundert (Monument historique)
- Steinkreuz auf dem Friedhof, 16. Jahrhundert (Monument historique)
- Grabmonument von Jacques comte de Monthiers (Monument historique)

## Gemeindepartnerschaften
Nucourt ist seit 1969 verschwistert mit Wenings in Deutschland.